# Trirhithrum facetum
Trirhithrum facetum är en tvåvingeart som först beskrevs av Günther Enderlein 1920.  Trirhithrum facetum ingår i släktet Trirhithrum och familjen borrflugor. Inga underarter finns listade i Catalogue of Life.